# ژلیخووو (استان لهستان بزرگ‌تر)
ژلیخووو (به لهستانی:  Żelichowo) یک روستا در لهستان است که در گمینا کژژ ویلکوپولسکی واقع شده‌است.